# Tatras
Pour les articles homonymes, voir Tatra.
Les Tatras (prononcé [t̪at̪ʁa] en français), en polonais et en slovaque : Tatry au pluriel, sont une chaîne de montagnes à cheval sur la frontière entre la Pologne et la Slovaquie. Il s'agit de la partie la plus élevée de la chaîne des Carpates et dont le point culminant est le Gerlachovský štít (ou pic Gerlach), à 2 654 mètres d'altitude, en Slovaquie. Elles font plus précisément partie des Carpates occidentales.
La réserve de biosphère des Tatras a été reconnue par l'Unesco en 1993. Elle est transfrontière entre la Slovaquie et la Pologne.

## Géographie

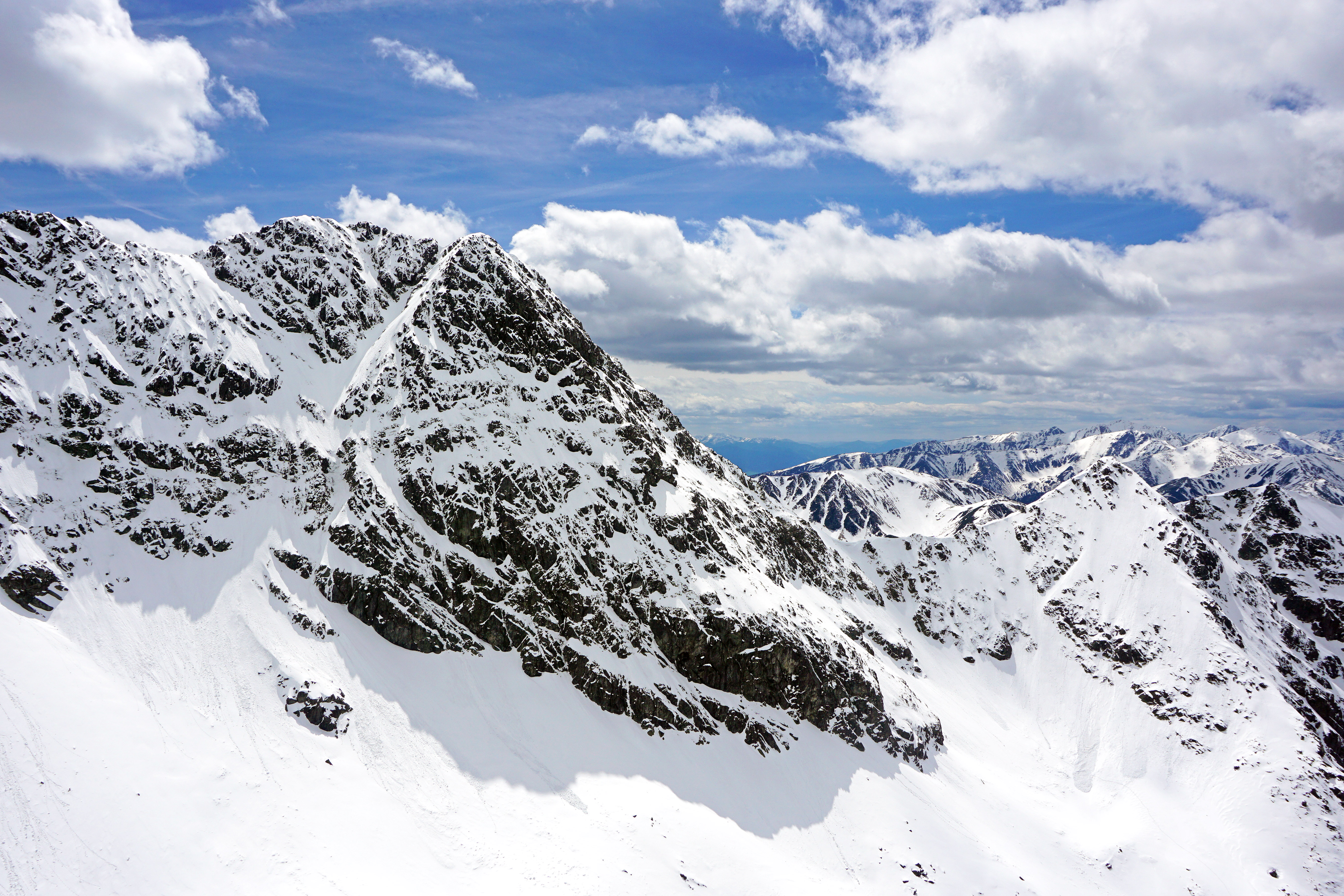
Vue sur Svinica depuis le Kościelec dans les Tatras.

La portion la plus étendue ainsi que les plus hauts sommets sont situés en Slovaquie. On les retrouve stylisées sur le drapeau de la Slovaquie et les armoiries de la Hongrie dont le plus grand des trois monts symbolise les Tatras. Ils sont aussi le sujet de l'hymne national slovaque Nad Tatrou sa blýska.
Le point culminant est le Gerlachovský štít (2 654 m) en Slovaquie, et le Rysy (2 500 m) en Pologne.
La région est réputée pour ses stations de sports d'hiver, comme en Slovaquie Mesto Vysoké Tatry (français : « la ville des Hautes Tatras ») ou bien Zakopane en Pologne.
Les Tatras sont composées des :

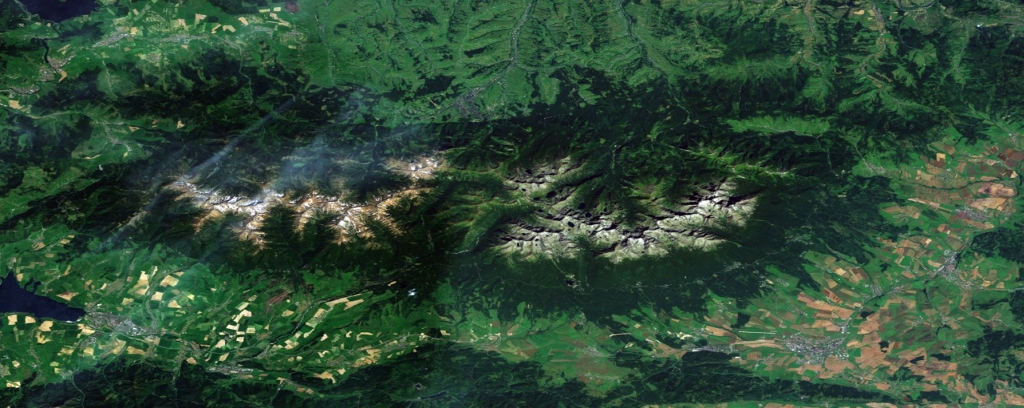
Vue satellite des Tatras.

- Tatras occidentales (en slovaque : Západné Tatry, en polonais : Tatry Zachodnie)
- Tatras orientales (en slovaque : Východné Tatry, en polonais : Tatry Wschodnie)
  - Hautes Tatras (Vysoké Tatry, Tatry Wysokie)
  - Belianske Tatras (Belianske Tatry, Tatry Bielskie)

Les Basses Tatras (en slovaque : Nízke Tatry), ne sont généralement pas considérées comme une partie des Tatras stricto sensu[réf. souhaitée].
Les Hautes Tatras, avec plus d'une vingtaine de sommets culminant à plus de 2 500 m d'altitude sont les seules montagnes de type alpin sur les 1 200 km de longueur de la chaîne des Carpates. Déchiquetés par l'érosion glaciaire, les sommets sont hérissés d'arêtes et d'aiguilles de granite.
Le parc national slovaque des Tatras a été créé en 1949 et son équivalent polonais en 1954.

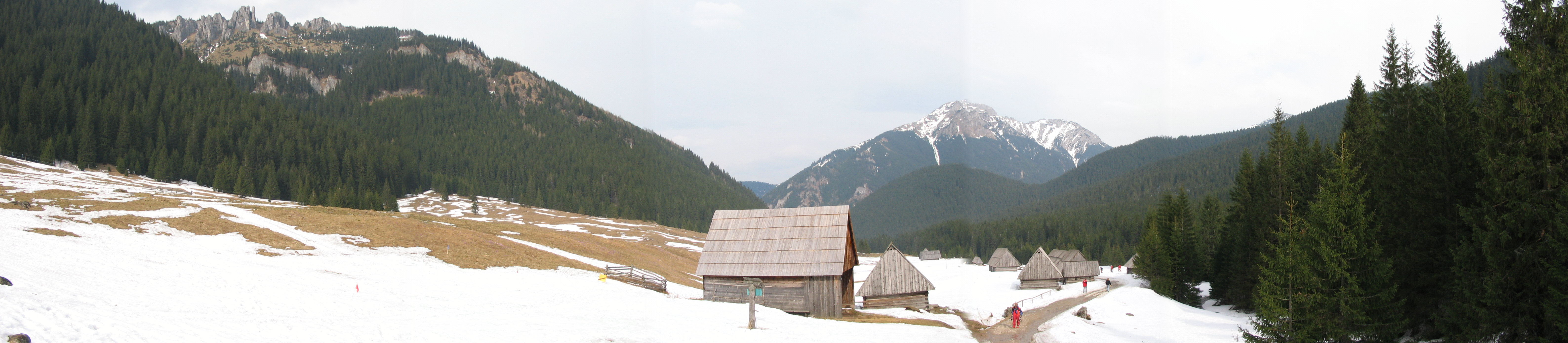
Paysage des Tatras.

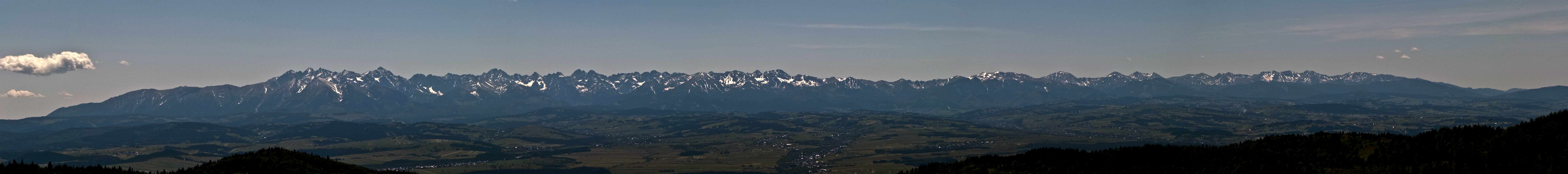
Panorama des Tatras vues de Hala Długa dans le parc national de Gorce

## Divers
La chaîne montagneuse des Tatras possède un représentant canin très connu dans la région, le berger des Tatras.
Ce nom a été utilisé par l'entreprise Tatra, qui fabrique des camions depuis 1898 et qui a exercé l’activité de constructeur automobile entre 1897 et 1998.
Le nom de Tatras a été repris par une unité militaire allemande lors de la Seconde Guerre mondiale.